# Епитафи на Пауновића гробљу (Планинци) у Дучаловићима
Епитафи на Пауновића гробљу (Планинци) у Дучаловићима представљају вредна епиграфска сведочанства и чине поуздане родбинске податке преузете са старих надгробних споменика на гробљу у засеоку Планинци у Дучаловићима, Општина Лучани.

## Пауновића гробље
Фамилијарно гробље Пауновића налази се на планини Овчар, откриљу Врлаје, у засеоку Планинци, поред пута који из Овчар Бање води у Дљин. Овде су сахрањивани чланови дучаловичких фамилија Миливојевић, Јовановић, Пауновић, Радојичић, Сретеновић и других. Гробље је основано у првим деценијама 19. века, а најстарији очувани споменик подигнут је Јелки Јовановић (†1824).  Релативно добро очуване споменике поред локалних, радили су и Кабларски каменоресци.

## Епитафи
Споменик Јелки Јовановић (†1824)
Овде је ЈЕЛКА
супруга Милана Јовановића из Дучаловића
Поживи 60 г. а умрла 14 ијулија 1824 г.
Овај спомен подигоше јој њене ћери
Томанија и Јелисавка

Споменик Јованки (†1841)
Овде почива р:Б:
ЈОВАНКА
супруга Василијева П: 20 г.
Умре 1841.

Споменик Стани Мирковић (†1857)
Овде почива Раба Божија
СТАНА
супруга Пауна Ж. Мирковића
Поживи 54: г.
Прес. 10 феврала 1857 г.

Споменик Лазару (†1858)
Овде почива р. Б:
ЛАЗАР син Пауна
Поживи 10 г.
а престависе 20 Марта
1858. год.

Споменик Петрији Мирковић (†1860)
Дјевица ПЕТРИЈА
кћер Пауна Ж. Мирковића
поживи 16 год.
а прест. 26 септ. 1860. г:

Споменик Јерими Пауновић (†1863)
Овде почива ЕРИМА
1. супруга Симеуна Пауновића
Поживи 30 г. а умре 6 Марта 1863. год.

Споменик Сави Јовановић (†1863)
Овде почива
САВА супруга Миливоја Ш. Јовановића.
Поживи 75 г.
а престави се у вјечнос 16 априла 1863. г.

Споменик Милошу Јовановићу (†1866)
Овде почива раб божи
МИЛОШ
син Миливоја Ш. Јовановића и матере Саве
Поживио е 30 год: а престависе у вјечност 1866.г.

Споменик Миливоју Јовановићу (†1870)
У овом гробу почива тело
МИЛИВОЈА Ш. ЈОВАНОВИЋА
родом из старе Србије село Сугубине.
И пребего је од Турског насиља
са 9 синова три ћерке и 9 брата.
Са Мирком и Милованом
чим је Карађорђе подиго устанак
он је се придружијо с њим до Милоша
и ратовање продужијо са Милошем.
За војничке врлине одликован је
Таковским крстом под владом
Књаза Михаила Обреновића.
Поживијо 80 год. a умро 1870 год.
Овај споменик подигоше му
унук Вилиман сна Лепосава
праунука Зорка зет Радојко
и Беле челе Миломир Славољуб и Светомир.

Споменик Вулу Миловојевићу (†1872)
ВУЛЕ МИЛИВОЈЕВИЋ из Дучаловића
поживи 63 г. а умре 21 јуна 1872. год.
Овај спомен подиже му супруга Милосава.

Споменик Живану Сретеновићу (†1876) и његовој супрузи Перки (†1935)
Овде почива
ЖИВАН Р. СРЕТЕНОВИЋ
из Дучаловића брав. Дунђер
Поживи часно 55 г. a умре 1876 год.
А са источне стране почива му супруга Перка
која поживи 60 г. а умре 21 Марта 1935 г ...
Овај спомен подиже: син Љубомир,
снаха Дивна и унучад:
Милан, Милојко, Миленко, Радисав и Ковина.

Споменик Милошу Јовановићу (†18??)
Овде почива раб Божии
МИЛОШ Јовановић из Дучаловића.
Поживи 50: г: а умро новембра 18...
Овај спомен подигоше му ћери његове...

Споменик Стевану Пауновићу (†1881)
Бог да прости упокојеног р. Божијег
СТЕВАНА ПАУНОВИЋА
бившег житеља овог села дучаловић
који је ко добар домаћин чесно поживео 48 год.
а пресели се у вечност на васкрс 1881 год.
Овај спомен подигоше му синови
Недељко и Арсеније Војин и Ранко
Станимир и Младен и Урош
и верна супруга Стака.

Споменик Стојки Пауновић (†1884)
Овде почива раба божија
СТОЈКА
2 супруга Симеуна Пауновића из Дучаловића
поживела 46 година а умрла 1 марта 1884: г.

Споменик Стаки (†1886)
Овде почива раба
Божија ЈОВАНА мајка Стакина.
Поживила је 70. година а умрла на Божић 1886.г.
Овај спомен подиже јој њена кћер Стака
са својим синовима Арсенијом својим праунуком.

Споменик Милеви Миливојевић (†1886)
р: Б: МИЛЕВА
кћер Вула Миливојевића из Дучаловић
Умре од 13 г. 21 Марта 1886. г.

Споменик Станојлу Сретеновићу (†1887)
Тек што почек радити очевину храбрити,
покоси ме смртна коса не пожали што сам роса.
Овде почива
СТАНОЈЛО СРЕТЕНОВИЋ из Дучаловића
кои је рођен 1864 г. а умро 1887.г.
Овај спомен подиже му брат Саватије
мајка Сава и сна му Једоксија
Сретеновићи

Споменик Вујици Миливојевићу (†1889)
Овде почива ВУИЦА
син П. Милована Миливојевића из Дучаловића
који је рођен 1888 г. а умро 1889.г.

Споменик Павлу Миливојевићу (†1889)
Овде почива
ПАВЛЕ МИЛИВОЈЕВИЋ из Дучаловића
Поживи 77 година а умре 1889 г.

Споменик Обренији Пауновић (†1889)
Бог да прости упокојену
ОБРЕНИЈУ
супругу Танасија С. Пауновића из Дучаловића
која је от рођења 35 година поживила а с мужом 9 год.
а умрла је 30 новембра 1889 год.
Овај вечити споменик подиже јој Танасије П. њени муж.

Споменик Марку Миливојевићу (†1890)
Овде почива МАРКО Миливојевић из Дучаловића
Часно поживи 50 г. а умро 16 Новембра 1890 го:
Спомен му подиже сна Божана

Споменик Петру Сретеновићу (†1891)
Овај над гробни спомен показује
на ком месту земља сахрањује дичног србина
а доброг домаћина
ПЕТРА Сретеновића из Дучаловића...
Умре 1891.год.
Овај спомен подиже му верна супруга Сава
са својим сином Саватијом и снаом Једоксијом
Сретеновић

Споменик Трифуну Пауновићу (†1891)
Овде почива раб божии
ТРИФУН
син Симеуна Пауновића из Дучаловића.
Поживи 32 год. а умре септембра 1891.г.
Овај спомен подиже му Симеун отац његов.

Споменик Филипу Пауновићу (†1893)
Овде почива раб Божи
ФИЛИП
син Симеуна Пауновића из Дучаловића
који поживи 7 г. а умре 9 априла 1893 г.

Споменик Милијани Сретеновић (†1896)
Овде је МИЛИЈАНА
кћи Бојане и Саве Сретеновића из Дучаловића.
Умре од 8 г. Маја 1896 г.
Споменуше је сестра Стамена
и унук Вучко Ристивојевић из Дљина. 

Споменик опанчару Вилипу Миливојевићу (†1899)
Овде у овом гробу почива Тело дичног Срба
ВИЛИПА МИЛИВОЈЕВИЋА из Дучаловића
Бивши опанчар у Чачку.
Поживијо 97 год. а преставио се 15 Марта 1899 ...

Споменик Димитрију Максимовићу (†1900)
Бог да прости упокојеног
ДИМИТРИЈА † Максимовића из Дучаловића.
Поживи 31. г. а престависе 13 јануара 1900 г.
Овај спомен подиже му...

Споменик Марици Миливојевић (†1902)
МАРИЦА
супруга Павла Миливојевића из Дучаловића
поживи 96 г. А умре 21 децембра 1902.г.
Овај спомен подиже јој син Љубисав

Споменик Миленији Миливојевић (†1906)
овде почива МИЛЕНИЈА
II супруга Милована Миливојевића из Дучаловића
Поживи 45 г. а умре 25 јануара 1906 год.
Овај спомен подиже јој Милисав са женом и децом

Споменик Саватију Сретеновићу (†1907)
Овде се одмарају кости пок.
САВАТИЈА Сретеновића из Дучаловића
Поживи 47 г. а умре 31 јануара 1907 г.
По судби Божијој деце неимаде
након себе остави Верну : супругу Једоксију
и сестричину Ангелину
Које му и овај Спомен Подигоше
Као вечни знак дага заборавиле нису.
Изради: Обрад А. Оџић каменорезац из Врнчана

Споменик Сави Сретеновић (†1907)
овде почива САВА
супруга Петра Сретеновића из Дучаловића.
Поживи 60 г. а умре 27 децембра 1907 г.
Спомен подигоше сна Једоксија и унука Ангелина.

Споменик Милосави Миливојевић (†1908)
Овде почива раба божја
МИЛОСАВА
супруга пок. Вула Миливојевића из Дучаловића
која поживи 70 г. а умрла је 8 јануара 1908 год.
Спомен подигоше јој наследници
синовци Радосав Вилиман и унука Зорка
и снахе Инђија и Лепосава.

Споменик Милојки Сретеновић (†1909)
Овде почива наша мила и никад не прежаљена упокојена
МИЛОЈКА
супруга пок. Милојка Сретеновића из Дучаловића.
ћерка Цмиљке и Видосава Златића из Лучана.
Која поживи (у браку) 2 г. а свега 23 год. а умре 30 јан. 1909 г.
Бог да јој душу прости.
Овај споменик подиже јој мајка Цмиљка
и браћа Никола Адам и Драгутин.
Писа: Б. Николић и Тих. Д. П. - Лисице 

Споменик Пауновићима - оцу Симеуну-Симу (†1909) и сину Илији (†19??)
Овде почива
СИМЕУН-СИМО Пауновић из Дучаловића,
који поживи 88 г. а умре 29 децембра 1909 г.
а са друге стране почива му син
ИЛИЈА пауновић
који поживи 60 г. а умре 28 фебруара 19... г.
Бог даиг прости.
Овај спомен подигоше им унуци-синови
Тихомир и Славко и пра-праунук Братислав

Споменик Стаки Пауновић (†1910)
У овом ладном гробу а вечном дому,
одмара се Тјело и уморне кости
добре мајке својих Потомака
СТАКЕ побожне хришћанке
и верне супруге почившег Стевана :
Пауновића зем. из Дучаловића
која чесно и поштено поживи 75 г.
а пређе у вјечност 1910 год.
Бог да јој душу прости.
Овај спомен подигоше јој њени синови
Војин, Ранко, Станко, Младен и Урош
и унуци Милисав и Миладин
Пауновићи

Споменик Станији Миливојевић (†1911)
Авај свету мој жалости цвету
рано цветак а рано увенук
као ружа од јаркога сунца.
Овде вене младост девојачка
СТАНИЈЕ
једине ћерке Радосава и Инђије Миливојевић из Дучаловића
која је у најлепшем цвету у 17 лету уцвелила своје родитеље.
Престави се у вечност 9 априла 1911. го. Бог да јој душу прости. 

Споменик Војимиру Пауновићу (†1914)
ВОЈМИР
син Иване Пауновића
поживе 16
умро 13-IХ-1914 год.
Спомену га брат Тихомир.

Споменик Миљку Сретеновићу (†1913)
МИЉКО СРЕТЕНОВИЋ из Дучаловића
рођен од родитеља Бојане и Саве П. Сретеновића око 1887 г.
А као изнурен ратним последицама умреје 6-IV-191З. Г
и овде је сахрањен. Бог да му душу прости.
Овај спомен подиже му од сестре Стамене
сестрић Милутин Ристивојевић са женом Здравком

Споменик Радисаву Миливојевићу (†1914)
Овај помен показује име
РАДОСАВА МИЛИВОЈЕВИЋА
који поживи 36 г.
Учестово у рату као војник II чете I Бат. 5 преко бројног пука
погинуо 15 септ. 1914. год. на Церу против Немаца.
Спомен подижу му син Гвозден унуци Миливоје Мијодраг
жена Милосава и сна Анка и унука Мира.
И себе за живота спомен подиже Милосава Мића
која свега поживи 84 г. a умре 17-XII-1962 г.

Споменик Милошу Пауновићу (†1914)
МИЛОШ
син пок. Јеле и Илије С. Пауновића
који поживи 25 г
а бранећи своју отаџбину
као ратоборац погибе на положају
27-ХI-1914. г. и тамо је сахрањен.
Бог дага прости.
Овај споменик подигоше браћа
Тихомир Славко и синовац Братислав

Споменик Станиславу Миливојевићу (†1914)
Спомен ратнику
СТАНИСАВУ М. МИЛИВОЈЕВИЋУ из Дучаловића
погибе у рату у 42 г. св: века 26 Нов. 1914 г. Слава му
Спомен подиже му супруга Божана и сама себи за живота

Споменик Миломиру Радојичићу (†1914)
Овде почива младенац МИЛОМИР
син Милића и Борисава Радојичић из Дучаловића.
Умре од 8 год. 28 Децембра 1914.
Спомен му подиже баба Божана и родитељи

Споменик Ивани Пауновић (†1915)
ИВАНА ПАУНОВИЋ
Поживила 50 год. умрла 25-III-1915.г.

Споменик Пауновићима - оцу Арсенију (†1915) и сину Раденку (†1913)
АРСЕНИЈЕ Пауновић
Поживи 55 год. умро 13-IV-1915 г.
син РАДЕНКО Поживе 21 год. умро 30-VI-1913 год.
Спомен подиже син и брат Тихомир.

Споменик Стани Миливојевић (†1917)
Пред овом хладном стеном
леже земни остатци наше мајке
СТАНЕ
супруге Милана Миливојевића из Дучаловића
која часно поживе 76 г. а умре 9-II-1917. г.
Овај споменик јој подигоше њени синови Вилиман...

Споменик Сретену Пауновићу (†191?)
СРЕТЕН С. ПАУНОВИЋ из Дучаловића
рођен 16-II-1871. г. а бранећи своју отаџбину
заробљен је у Браун-Нау. Тамо је и сахрањен.
Бог да му душу прости.
Овај спомен подиже му син Михаило и унук Миломир.

Споменик Саву Сретеновићу (†1922) и његовом зету Јездимиру Стефановићу (†1918)
Овде почива САВА П. Сретеновић из Дучаловића.
Који поживи 66 г. а умре 2. фебруара 1922. г.
А са леве стране поред Саве почива му зет
ЈЕЗДИМИР Т. Стефановић из Ртара
који поживи 28 год. а умре 16 новем. 1918: г.
Овај спомен подигоше оцу Сави и првом мужу Јездимиру,
Стамена, ђеду Сави и очуху Јездимиру Милутин Ристивојевић.

Споменик Драгославу Пауновићу (†1921)
ДРАГОСЛАВ
син Милисава и Наталије Пауновића из Дучаловића
Умро од 10 г. 1921 год.
Спомен подижу мајка и браћа.

Споменик пекару Станку Пауновићу (†1923)
Ево гроба неизбежна двора
ђе с одмара тело од умора
ђеје правда подједнака свима
ђе се просјак равна с царевима.
Ђе се не зна за чемерне дане
ђе су сваком сузе убрисане.
СТАНКО ПАУНОВИЋ
који е рођен у селу Дучаловићима.
У својих 54 г. као по занимању пекар
умрије у Чачку 19 Априла 1923 г.
Овде је сахрањен.
Споменик овај подиже му брат Војин
и Урош Синовац Милисав снаха Вида
и остале снахе и унуци у 1923. год.

Споменик Станојли Миливојевић (†1929)
Овде вене леп цвет
СТАНОЈЛА
кћи Стоје и Обрада Љ. Миливојевића
рођена Марта 1911. г. а умре Августа 1929. г.
Спомен подиже јој отац Обрад брат Милан снаха Зорка
(П.Т.Д. Петронијевић)

Споменик Радисаву Миливојевићу (†1932)
Овде почива дични Србин крабри ратоборац
РАДОСАВ Миливојевић из Дучаловића
бивши војник 1 чете 1 Батаљона 10 пешадинског Пука 3 позива
Који је учестово у рат Турски Бугарски и Аустро Немачком
од 1912 - па до 1918. г. Рођен је 14 фебруара 1869. г.
а умро 19 августа 1932.г. Слава му и бог да му душу прости
Спомен овај подиже му верна супруга Крстина Миливојевић

Споменик Радинки Алексић (†1934)
Овде почива РАДИНКА
I супруга Миленка Алексића из Дљина
а кћи Стамене и П. Јездимира Стевановић из Ртара.
Која поживи у браку 4 год. а свега 19 г.
Умре 12 јула 1934. г. Бог да је прости.
Овај спомен подиже јој свекар Љубомир муж Миленко,
син Сретен, мајка Стамена и девери:
Поздрав што незнадок да ћу умријети
да мајци и свекрви аманет предам
да ми Сретена до пунолетства чувају.
Али и то замишљати нећу
жеља ће се испунити моја,
јер сам њима увек добра била
и лепо их послушала... Збогом.

Споменик Милосављевићима – Загорки (†1927), Миломиру (†1941) и Лепосави (†1954)
ЗОРКА МИЛОСАВЉЕВИЋ поживела 27 год. умрла 19-ХI-1927 год.
син МИЛОМИР поживео 22 год. погинуо 15-ХII-1941 год.
мајка ЛЕПОСАВА поживела 77 год. умрла 9-III-1954 год.
Спомен подижу синови Славко и Светомир са породицом.

Споменик Вучку Ристивојевићу (†1941)
ВУЧКО РИСТИВОЈЕВИЋ
вој. обав. у рату 1912 до 1918 г. Живи 51 г.
Погибе у рату 19-IV-1941 г. у Тетову. Тамо је сахрањен.
Жена му СТАМЕНА живи 65 г. умре 14-I-1958 год.

Споменик Пауновићима – оцу Десимиру (†1941) и ћерки Сиди (†1939)
ДЕСИМИР ПАУНОВИЋ рођен 1902 г. погину од окупатора 1941 г.
кћи СИДА рођ. 1937 г. умрла 1939 г.
Спом. под. супруга Стана са децом

Споменик Љубиши Пауновићу (†1945)
ЉУБИША ПАУНОВИЋ
погинуо на Сремском фронту
1945. год. у 21 г. живота.
Гроб му је непознат.
Спомен подижу браћа
Драгиша Дражимир
Драгослав и Мирослав

Споменик Миљки Пауновић (†1949)
Овде почива МИЉКА
кћи Росе и Илије Аничића,
из села Дебеље од Нове Вароши
а жена Пок. Сретена С. Пауновића.
Рођ. Јула 1888. г. а умрла 11-V-1949.г.
Споменуше је син Михајило и унук Миломир

Споменик Милораду Радојичићу (†1951)
Овде почива МИЛОРАД
син Селомира и Загорке Радојичић из Дучаловића
живи 10 г. а умре 29 Марта 1951 год.
Спомен подиже брат Мирољуб и мати Загорка.

Споменик Вилиману Миливојевићу (†1951)
Пред овим споменом почива тело
часног и поштеног грађанина
пок. а никад не прежаљеног
ВИЛИМАНА Миливојевића
земљорадника из Дучаловића
Поживи 80 год. а испусти своју душу
у 15 јула 1951. год. Бог да му душу прости.
Овај спомен подигоше из поштовања његови унуци
Славко Светомир снахе милена и Радмила
праунуци Радован Зоран и Миломирка и Зорка.
Писа: Станимир Јаћимовић из Пухова.

Споменик Види Пауновић (†1954)
Овде почива ВИДА ПАУНОВИЋ 8-IV-1864+23-XI-1954
Порода није имала
свачија мајка била,
гладна наранила
жедна напојила
себе у спомен оставила